# Shey
Shey est un village du territoire du Ladakh en Inde. Il est situé à 15 km de Leh en direction d'Hemis.
Shey fut la capitale du Ladakh jusqu'au XVe siècle. Les vestiges d'un château et de l'ancienne ville domine le village de Shey et l'ancien palais d'été de rois du Ladakh. Ce palais comporte deux temples, inférieur et supérieur, et est aussi appelé monastère de Shey.
Le village héberge l'école bioclimatique de Shey Lamdon qui scolarise 225 élèves, et reçut la visite de Tenzin Gyatso, le 14e dalaï-lama lors de sa fondation en août 2016. Le village comporte une autre école, la Druk White Lotus School (en)